# 誰是終極英雄
《誰是終極英雄》原名《超级战士》，是中国中央电视台国防军事频道（原中国中央电视台军事·农业频道）周日下午八點四十五分（原周日下午四點，後改為九點十六分）首播的一檔真人實境節目（為中華人民共和國首檔軍事對抗真人秀節目），場景以解放軍或武警為主體，走訪各不同專科的軍營將營中本職學能較高的官兵選出，分成數隊進行專業比賽，例如裝甲師的營區就比賽坦克修護、坦克射擊、越野競賽等項目，有時也有伙房、彈藥庫、儀隊等非戰鬥單位參賽，但後來也有些集數不安排現役軍人做競技，而安排一般平民做國防知識問答賽。此外還有少數集數未出現競技內容（如2024年6月30日首播之集數純粹透過安排五位軍人現身與放影片等方式介紹空軍航空大學、陸軍裝甲兵學院、武昌職業學院、武警工程大學、國防科技大學暨說明就讀軍校之法、10月13日首播之集數透過中国人民革命军事博物馆收藏的軍事繪畫講述長征）
節目順序通常是四隊，三場比賽，每場淘汰一隊直到優勝，優勝隊會得到軍中政委表揚和終極英雄的稱號。
2019年8月1日中国中央电视台军事·农业频道分拆後，製作方全新打造該節目，並於2019年8月3日首播集數開頭宣傳此點，節目的logo亦大幅翻新。
2025年4月6日，該節目被《時光軍史館》與《兵器面面觀—環球兵器大事件》取代。

## 外部連結
- 谁是终极英雄_CCTV节目官网 （页面存档备份，存于）
- 谁是终极英雄 - 中国军网 (81.cn) （页面存档备份，存于）
- Youtube軍迷天下頻道《谁是终极英雄》播放清單 （页面存档备份，存于）